# سبیل غازی
سبیل غازی (انگلیسی: Sebil Ghazi؛ زادهٔ ۱۷ نوامبر ۱۹۹۴) بازیکن فوتبال اهل امارات متحده عربی است.